# Малий Мидськ
Ма́лий Мидськ — село в Україні, у Рівненському районі Рівненської області. Населення становить 760 осіб.

## Географія
Селом протікає річка Мельниця.

## Історія
У 1906 році село Стидинської волості Рівненського повіту Волинської губернії. Відстань від повітового міста 60 верст, від волості 6. Дворів 22, мешканців 813.
20 жовтня 1921 р. в лісах біля Малого Мидська розташувалася Волинська група (командувач — Юрій Тютюнник) Армії Української Народної Республіки, яка невдовзі мала вирушити у Листопадовий рейд.

## Уродженці
- Новак Олександр Іванович (1979—2022) — молодший сержант Збройних Сил України, учасник російсько-української війни, що загинув у ході російського вторгнення в Україну в 2022 році.